# Kleptoplastid
Kleptochloroplasten oder Kleptoplastiden sind Chloroplasten, die von Organismen aufgenommen werden und vorübergehend photosynthetisch genutzt (Mixotrophie) oder ggf. später bei Nahrungsmangel verdaut werden. Sie werden im Gegensatz zu den Plastiden der Grünalgen und höheren Pflanzen, die ihre Plastiden durch Endosymbiose erlangt haben, nicht an die Nachkommen weitergegeben. Die  Kleptoplastiden haben gewöhnlich eine Lebensdauer von nur wenigen Tagen und werden dann ersetzt. Die Art der Verwendung und die Stabilität der aufgenommenen Chloroplasten variiert jedoch stark zwischen den Organismengruppen.
Die selektive Erhaltung der Kleptoplastiden wird im Rahmen der Endosymbiontentheorie benutzt, um die Entstehung der Chloroplasten aus ursprünglich freilebenden Cyanobakterien, Cryptophyten oder Haptophyten zu erklären.

## Wimpertierchen

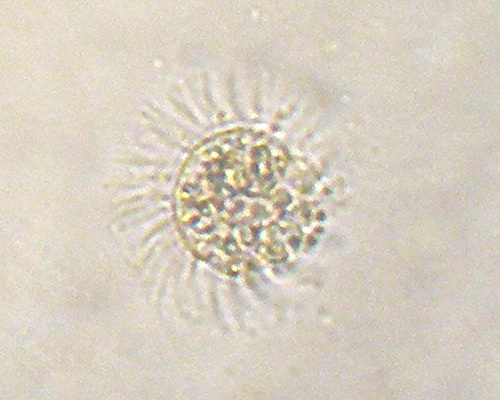
Mesodinium rubrum (alias Myrionecta rubra)

Mesodinium rubrum (alias Myrionecta rubra) ist ein Wimpertierchen, das die rötlich-gelben (phycobilinhaltigen) Chloroplasten (und Mitochondrien) von Cryptophyceen der Art Geminigera cryophila raubt.
M. rubrum ist selbst Opfer von Kleptoplastie, wenn es zur Beute von Dinoflagellaten der Gattung Dinophysis wird.
Wimpertierchen der Gattung Strombidium rauben Chloroplasten der Alge Ulva. Bei der Spezies S. oculatum (nach WoRMS ein Synonym von S. tintinnodes ) hat man Kleptoplastidie von Augenflecken gefunden, siehe Augenfleck §Strombidium.

## Dinoflagellaten
Bei Einzellige phototrophe Dinoflagellaten der Gattungen Dinophysis und Amylax wurden Plastiden gefunden, die von Cryptophyceen stammen, insbesondere von Teleaulax amphioxeia und Geminigera cryophila.
Zumindest im ersten Fall handelt es sich um ein Beispiel „sekundärer“ Kleptoplastidie:
Die Kleptoplasten mixotropher Wimpertierchen der Gattung Mesodinium (M. rubrum) können zur Beute heterotropher Arten der Gattung Dinophysis (wie D. acuminata und D. acuta) werden.
Diese Dinophysis-Arten nutzen die phycobilinhaltigen Chloroplasten ihrer Wimpertierchen-Beute, die aber selbst schon Kleptoplasten sind. 
Die Mesodinium-Wimpertierchen ernähren sich bereits ihrerseits von Cryptophyceen (aus dem Geminigera/Plagioselmis/Teleaulax-Komplex), wobei sie deren Plastiden und Mitochondrien beibehalten.
Es handelt sich deshalb nicht um eine gewöhnliche Endosymbiose, da offenbar nur der Chloroplast der Cryptophyceen ohne Nucleomorph und die äußeren beiden Membranen aufgenommen wird, so dass nur ein zweilagiger Chloroplast zurückbleibt. Um auf Dauer überlebensfähig zu sein und sich reproduzieren zu können, ist es für die Cryptophyceen-Chloroplasten aber erforderlich, dass ihr Nucleomorph erhalten bleibt. In Zellkultur isoliert gezüchtete Dinophysis-Spezies können nicht überleben. Es erscheint daher möglich (wenn auch noch nicht bestätigt), dass der Dinophysis-Chloroplast ein Kleptoplastid ist. Das würde bedeuten, dass die Dinophysis-Chloroplasten mit der Zeit verschleißen und die Dinophysis-Einzeller ständig neue Cryptophyten aufnehmen müssen, um verbrauchte Chloroplasten durch neue zu ersetzen.
Die Dinophysyis-Kleptoplasten können immerhin bis zu zwei Monate lang überdauern. 
In anderen Dinoflagellaten wie Gymnodinium spp. und Pfiesteria piscicida
sind die Kleptoplasten nur wenige Tage photosynthetisch aktiv. 
Ein weiterer Vertreter der Dinoflagellaten, der Kleptroplastidie betreibt, ist Shimiella gracilenta.

### Karyokleptie
Karyokleptie ist ein verwandter Prozess, bei dem auch Zellkerne der Beute zeitweilig erhalten bleiben.
Dies wurde erstmals ebenfalls bei Myrionecta rubra beschrieben.

## Foraminiferen
Einige Kammerlinge (Foraminifera) der Gattungen Bulimina, Elphidium, Haynesina, Nonion, Nonionella, Nonionellina, Reophax, Stainforthia und anderer rauben Chloroplasten von Diatomeen. Im Gegensatz enthalten manche Foraminiferen photosynthetisch aktive Dinoflagellaten (Zooxanthellen) als Endosymbionten.

## Meeresschnecken

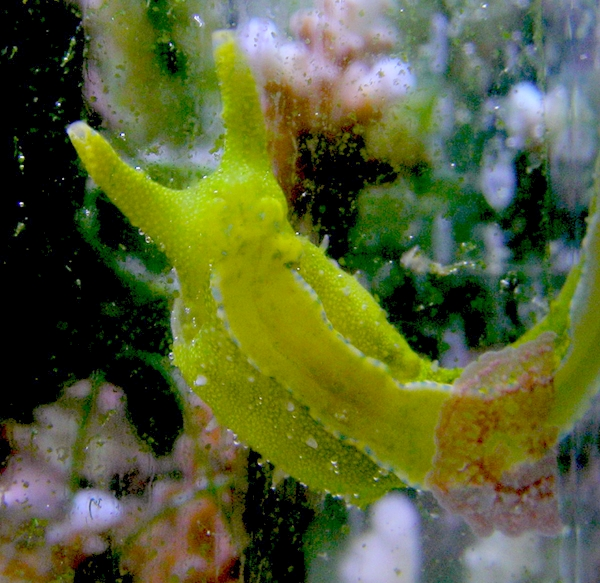
Die Schlundsackschnecke Oxynoe olivacea

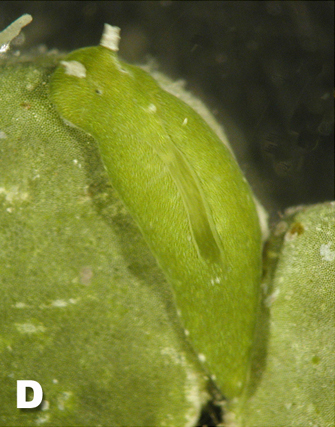
Eine andere Schlundsackschnecke, Elysia pusilla, ernährt sich von der Grünalge Halimeda unter Einverleibung ihrer Chloroplasten.

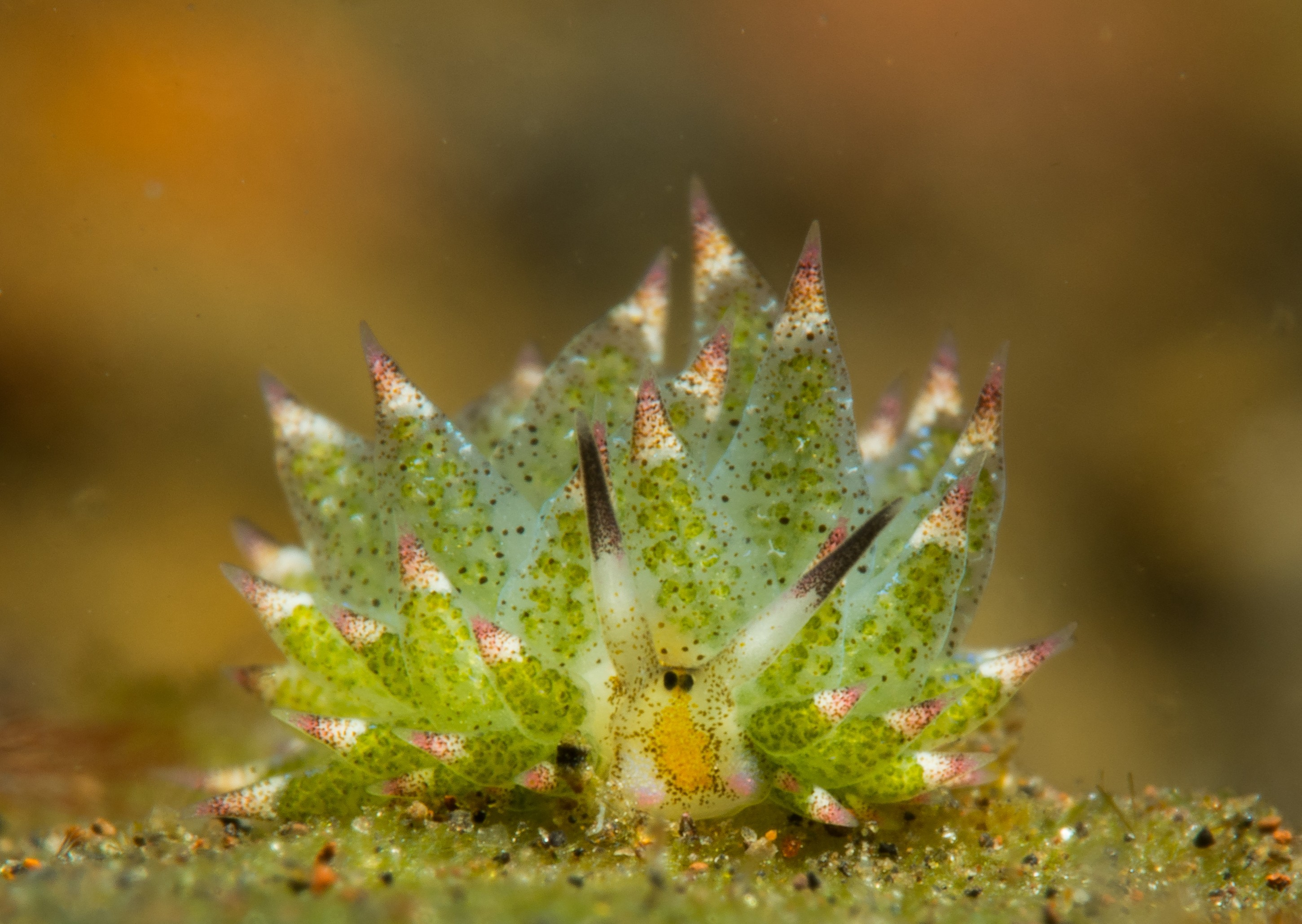
Costasiella kuroshimae (Blatt-Schaf-Schnecke), ebenfalls eine Schlundsackschnecke, erzeugt durch Kleptoplastidie komplexe Muster auf ihrem Körper.

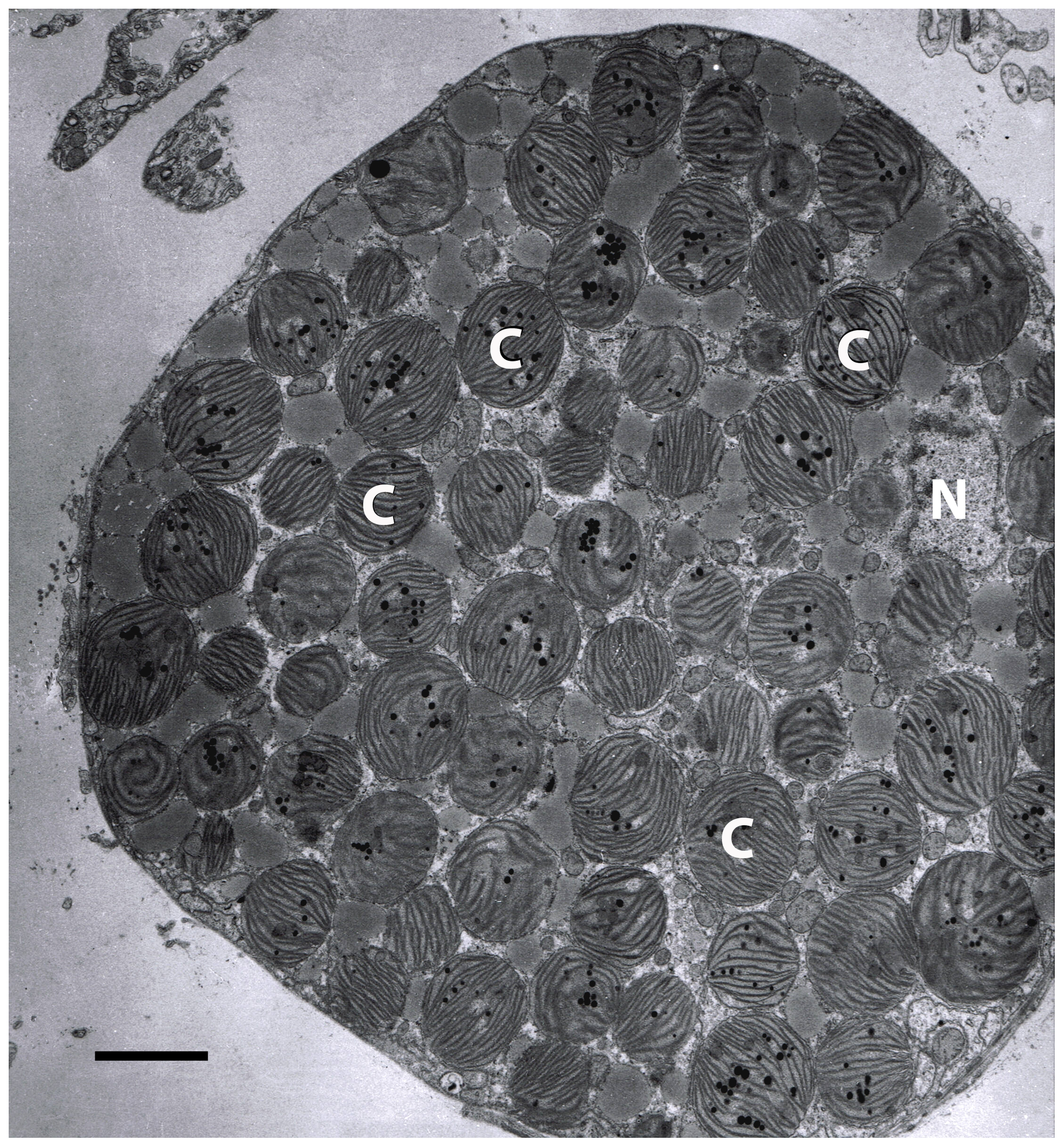
Zellen von Elysia clarki, vollgepackt mit Chloroplasten von Grünalgen.
C = Chloroplast,
N = Zellkern (Nukleus).
Elektronenmikroskopische Aufnahme: Maßstab 3 µm.

Eine Reihe von Schlundsackschnecken (Sacoglossa) grasen Algen (beispielsweise verschiedene Arten von Caulerpa) auf dem Meeresboden ab, wobei sie deren Chloroplasten aufnehmen und in ihre Haut einlagern.
Die höchste beobachtete Stabilität der aufgenommenen Chloroplasten zeigen die Kleptochloroplasten der kräftig grün gefärbten Meeresschnecke Elysia chlorotica. Das Tier nimmt die Alge Vaucheria litorea auf, verdaut den Großteil des Zellkörpers und integriert die Plastiden durch Phagozytose in die Epithelzellen ihres Verdauungstraktes.
Das Organell exprimiert sogar weiterhin plastidäre Gene. Im Aquarium überlebt die Schnecke ohne Nahrung, nur durch Zufuhr von Licht acht bis neun Monate, was auch der typischen Lebensdauer in freier Wildbahn entspricht. Einige der Gene aus den Zellkernen der Nahrung wurden sogar auf die Schnecken übertragen, weshalb die Chloroplasten mit für sie lebenswichtigen Proteinen versorgt werden können.
Einigen Arten von Elysia erlaubt die Kleptoplastidie, sich selbst zu enthaupten und aus dem Kopfteil wieder einen vollständigen Körper zu regenerieren (beobachtet 2021 bei Elysia cf. marginata und E. atroviridis).
Auch andere Schnecken der Familien Elysioidea, Conchoidea und Stiligeroidea können auf diese Art Chloroplasten aufnehmen, jedoch wird die Stabilität der Kleptoplasten von E. chlorotica mit etwa 10 Monaten soweit bekannt nirgends anders erreicht.
Schlundsackschnecken (Sacoglossa) des Pazifiks können ebenfalls Chloroplasten aus Algen aufnehmen und lagern diese in ihre Mitteldarmdrüse oder ihre Haut ein. Einige andere Meeresschnecken fressen Korallen, die ihrerseits Photosynthese treibende Algen tragen.

### Gegenbeispiele
Eine Reihe von Tieren nehmen photosynthetisch aktive Mikroalgen oder Dinoflagellaten (so genannte Zooxanthellen) als Endosymbionten auf. Diese Einzeller bleiben als Ganzes intakt.
Beispielsweise leben einige Arten der Nacktkiemer (Nudibranchia) in Symbiose mit solchen Zooxanthellen, die sich in ihren Verdauungs-Divertikeln befinden; sie sind also ebenfalls ‚solar angetrieben`.
Auch Steinkorallen leben in Symbiose mit Zooxanthellen, deren Verlust zur Korallenbleiche und dem Absterben der Korallen führen kann. 
Die Grüne Hydra (Hydrozoa) lebt ebenfalls in Symbiose mit aufgenommenen Algen.
Gleiches gilt für manche Acoelomorpha z. B. die Gattung Waminoa, die ebenfalls Symbiosealgen bzw. Zooxanthellen besitzen und sich unter anderem (aber nicht ausschließlich) von deren Photosyntheseprodukten ernähren.
Symsagittifera und auch Convoluta (beide Convolutidae) leben in Symbiose mit der einzelligen Grünalge Tetraselmis convolutae.

### Zusammenfassung
Die Gegenbeispiele zeigen, dass äußerlich – etwa an der grünen Farbe eines Meerestieres – nicht zu erkennen ist, ob Kleptoplastidie oder Symbiose vorliegt.
Die Schlundsackschnecken sind somit die einzigen bekannten Tiere (Metazoa), bei denen echte Kleptoplastidie beobachtet wird.
Der Übergang ist jedoch fließend, wie das Beispiel Elysia zeigt.